# Springs
Springs is een stad in de provincie Gauteng in het noordoosten van Zuid-Afrika. Het ontleent zijn naam aan de vele bronnen (Eng : springs) die men terugvindt in de omgeving.
Springs is in 1887 ontstaan als steenkolenmijn. Hoewel de naam The Springs toen al bestond, kreeg het stadje die naam pas in 1904. Vanaf 1908 werd er goud gewonnen in Springs. In 1912 kreeg Springs stadsrechten. Eind jaren 30 waren er acht goudmijnen in en nabij Springs, waarmee Springs wereldwijd een van de belangrijkste goudproducerende gebieden was. Springs maakt tegenwoordig deel uit van Oost-Rand, een gebied dat bestaat uit negen steden. Springs heeft ongeveer 120.000 inwoners.
Momenteel is Springs een van de industriële centra van Witwatersrand. De belangrijkste industrieën in Springs zijn metaal, papier, chemicaliën en voedsel. In Springs is de campus gevestigd van de polytechnische universiteit van Witwatersrand, Witwatersrand Technikon.
Gedurende de Apartheid leefden de verschillende bevolkingsgroepen in Springs gescheiden van elkaar: de blanken woonden rond het centrum, de Indiërs in het oosten (Bakerton), en de zwarten in het zuidwesten (Kwa-thema).

## Subplaatsen
Het nationaal instituut voor de statistiek, Stats SA, deelt sinds de census 2011 deze hoofdplaats in in 47 zogenaamde subplaatsen (sub place), waarvan de grootste zijn:
Bakerton • Daggafontein Gold Mine • Geduld • Gugulethu • Kingsway • Selcourt • Selection Park • Springs Central • Strubenvale.

## Geboren in Springs
- Nadine Gordimer (1923-2014), schrijfster en Nobelprijswinnares (1991)
- Penelope Heyns (1974), zwemster
- Rowen Fernandez (1978), voetballer